# Peter Glenville
Peter Patrick Brabason Browne (Hampstead, Londres, 28 de octubre de 1913 - Nueva York, 3 de junio de 1996) fue un director y actor de cine y teatro inglés.  
Fue un destacado director de obras de teatro en el West End y Broadway en la década de 1950.  Fue nominado a cuatro premios Tony por sus obras estadounidenses. 

## Biografía
Nacido en Hampstead, Londres, en una familia dedicada al teatro. Su padre, Shaun Glenville (1884-1968), y su madre, Dorothy Ward, eran actores de teatro. 
Tras graduarse en el Stonyhurst College, Peter Glenville estudió derecho en el Christ Church College, Universidad de Oxford. Entró a formar parte de la Oxford University Dramatic Society y en 1934, se convirtió en su presidente e hizo su debut en el escenario. Durante los siguientes años, Glenville participó en teatro y cine como actor, aumentando gradualmente su interés en la dirección, y llevándolo a ser nombrado director del famoso Old Vic Theatre.
Después de la II Guerra Mundial, Glenville conoció a Hardy William Smith. Se convirtieron en compañeros sentimental y profesionalmente, Glenville como director y Smith como productor de obras, tanto en Londres como en Nueva York.
El debut de Glenville como director en Broadway fue en 1949 con The Browning Version, de Terence Rattigan. Otras producciones importantes que siguieron a ésta fueron: The Innocents en 1950, The Turn of the Screw o Romeo y Julieta (1951), protagonizada por Douglass Watson, Jack Hawkins y Olivia de Havilland (su debut en Broadway). El debut de Glenville como director de cine fue con El prisionero, en 1955, protagonizada por Alec Guinness, quien además había protagonizado la anterior versión como obra de teatro, también dirigida por Glenville.
En los años 60, Glenville y Smith se mudaron de Londres a Nueva York y continuaron trabajando en cine y teatro. En 1961 dirigió la obra de teatro escrita por Jean Anouilh, Becket, con Laurence Olivier como Thomas Becket y Anthony Quinn como Enrique II. Quinn abandonó esta producción por una película, así que Glenville le dio a Olivier el papel de Enrique II y contrató a Arthur Kennedy para interpretar a Becket. En 1964 dirigió la versión cinematográfica de esta misma obra, protagonizada esta vez por Peter O'Toole como Enrique II y Richard Burton como Becket.
Glenville fue nominado a cuatro Premios Tony, dos premios Globo de Oro, un Premio Oscar y un premio León de Oro en el Festival de cine de Venecia.
Murió en Nueva York el 3 de junio de 1996, a los 82 años, de un ataque cardíaco.

## Filmografía (como director)
- 1967: The Comedians (Los comediantes)
- 1966: Hotel Paradiso
- 1964: Becket
- 1962: Term of Trial (Escándalo en las aulas)
- 1961: Summer and Smoke (Verano y humo)
- 1958: Me and the Colonel (Yo y el coronel)
- 1955: The Prisoner (El prisionero)

## Trayectoria en Broadway
- Out Cry, 1973
- A Patriot for Me, 1969
- Everything in the Garden, 1967
- Dylan, 1964
- Tovarich, 1963
- Tchin-Tchin, 1962
- Becket, 1960
- Silent Night, Lonely Night, 1959
- Take Me Along, 1959
- Rashomon, 1959
- Hotel Paradiso, 1957
- Separate Tables, 1956
- Island of Goats, 1955
- Romeo and Juliet, 1951
- The Curious Savage, 1950
- The Innocents, 1950
- The Browning Version, 1949

## Premios y distinciones
Premios Óscar
| Año  | Categoría      | Película | Resultado |
| ---- | -------------- | -------- | --------- |
| 1965 | Mejor Director | Becket   | Nominado  |

Festival Internacional de Cine de Venecia
| Año  | Categoría   | Película               | Resultado |
| ---- | ----------- | ---------------------- | --------- |
| 1962 | Premio OCIC | Escándalo en las aulas | Ganador   |